# Weißdornspinner

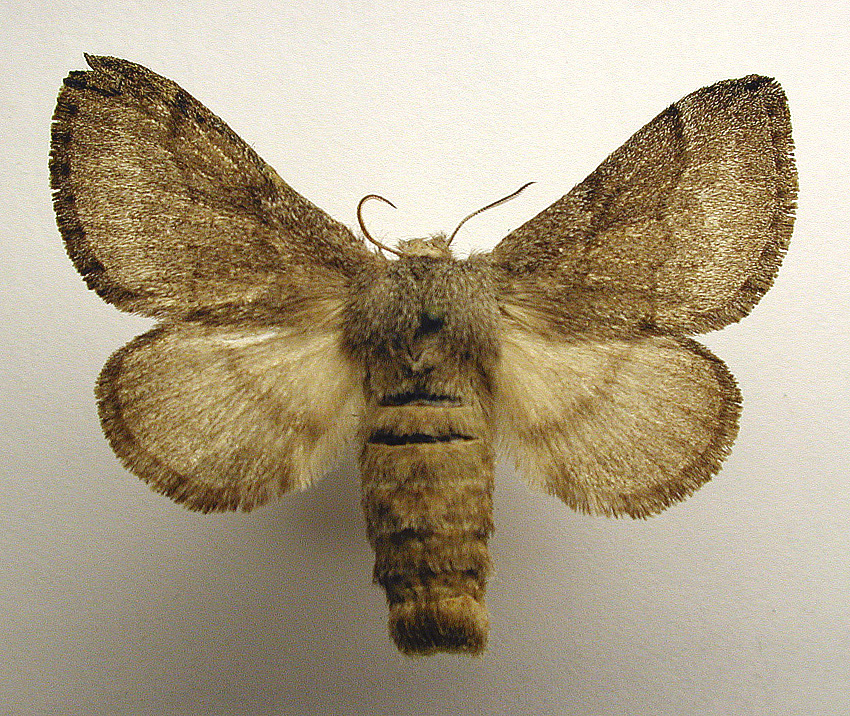
Weibchen des Weißdornspinners

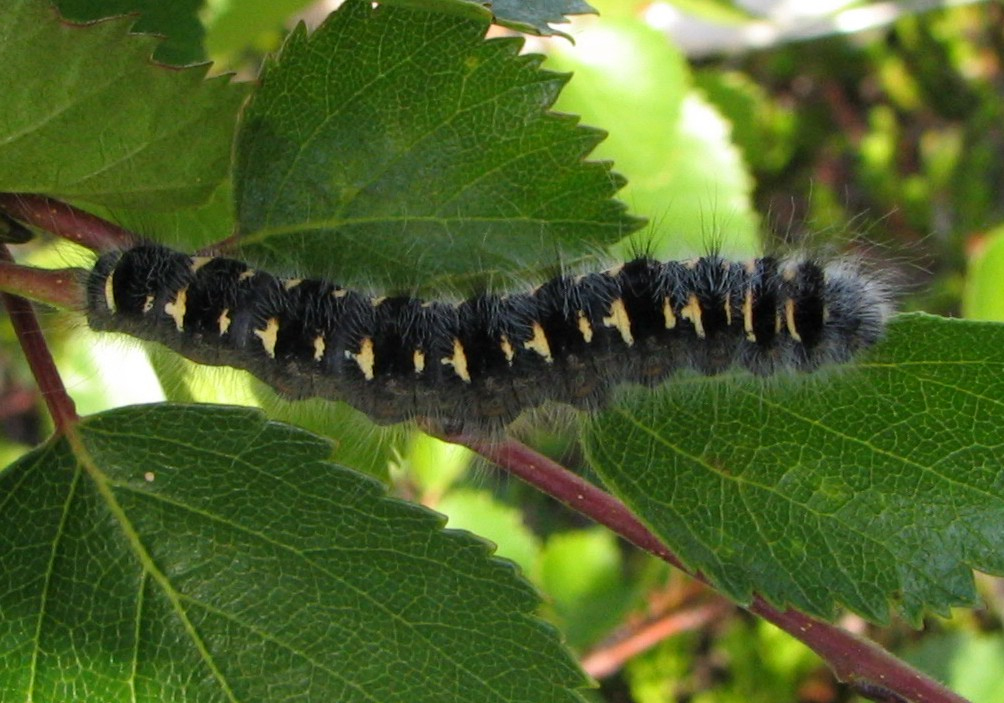
Raupe des Weißdornspinners

Der Weißdornspinner (Trichiura crataegi), zuweilen auch als Weißdorn-Haarspinner bezeichnet, ist ein Schmetterling (Nachtfalter) aus der Familie der Glucken (Lasiocampidae). Der Name der Art leitet sich vom Weißdorn (Crataegus), einer Nahrungspflanze der Raupe ab.

## Merkmale

### Falter
Die Falter besitzen eine Flügelspannweite von 25 bis 33 Millimetern bei den Männchen und von 28 bis 36 Millimetern bei den Weibchen. Von den weißgrauen bis graubraunen Vorderflügeln hebt sich ein dunkles Mittelfeld ab, das von dünnen schwarzen, teilweise gezackten Linien eingefasst ist. Im Saumfeld befindet sich zuweilen eine undeutliche Wellenlinie. Weibchen sind kontrastärmer gezeichnet. Die Hinterflügel entsprechen farblich den Vorderflügeln, sind jedoch etwas heller und zeigen eine dünne dunkle Querbinde. Exemplare aus den Hochgebirgen sind im Gesamterscheinungsbild wesentlich dunkler gefärbt. Die Fühler der Männchen sind lang, diejenigen der Weibchen sehr kurz gekämmt. Der Thorax ist grau und dicht behaart. Das Abdomen der Weibchen ist mit einem haarigen Afterbüschel versehen.

### Ei
Das Ei ist zunächst gelblich und nimmt später eine dunkelbraune Farbe an. Es ist oval und flach.

### Raupe
Erwachsene Raupen sind meist bräunlich gefärbt, unregelmäßig behaart und zeigen auf dem Rücken rostrote Warzen sowie dünne weißliche und bläuliche Seitenstreifen. Zuweilen erscheinen schwarzbraune Exemplare, die auf jedem Segment gelbe Flecke oder Ringe aufweisen.

### Puppe
Die Puppe ist rotbraun, kurz und gedrungen. Am breiten, abgestumpften Kremaster befinden sich einige kurze Hakenborsten.

## Geographische Verbreitung und Vorkommen
Der Weißdornspinner ist in Europa weit verbreitet und kommt auch in Vorderasien vor. Er ist noch in Höhen bis 2600 Meter zu finden. Die Art besiedelt bevorzugt buschige Moorwiesen und Heidegebiete sowie Heckenlandschaften, feuchte Hänge und Waldränder.

## Lebensweise
Die Falter bilden eine Generation im Jahr, die in den Monaten August bis Oktober anzutreffen ist. In der Nacht besuchen die Männchen gerne künstliche Lichtquellen. Die Weibchen legen die Eier in Form langer spindelförmiger Gelege an die Zweige der Nahrungspflanzen und bedecken sie mit Afterwolle. Die Raupen leben von Mai bis Juli und ernähren sich von den Blättern verschiedener Laubgehölze, dazu zählen Weißdorn- (Crataegus), Prunus-, Birken- (Betula), Eichen- (Quercus), Weiden- (Salix) und Haselarten (Corylus). Die Verpuppung erfolgt in einem tonnenförmigen Kokon. Die Puppe überliegt häufig zwei oder mehrere Jahre. Das Ei überwintert.

## Gefährdung
Der Weißdornspinner kommt in allen deutschen Bundesländern vor und wird auf der Roten Liste gefährdeter Arten meist in Kategorie 3 („gefährdet“) eingestuft, in Baden-Württemberg wird er jedoch auf der Vorwarnliste geführt.